# Свято-Архангело-Михайлівський храм (Краснокутськ)
Свято-Архангело-Михайлівський храм — діюча кам'яна церква у Краснокутську, збудована у 1873-1880 роках. Реконструйована — в 2006-2007 роках. Станом на 2012 рік — єдина церква Краснокутська.

## Розташування
Церква розташована на прямокутній ділянці — 1,3 га, що виходить південною стороною на центральну вулицю селища — Миру (колишня Леніна). Територія церкви займає невисоку терасу у підніжжя схилів, звернених до Мерли. Історично церква була композиційним центром східної частини дореволюційного Краснокутська.
Адреса церкви:
62002, смт. Краснокутськ, вул. Миру, 126
 Настоятель: ієрей Микола Степанович Чебір (станом на 2012 рік)

## Історія
Перший дерев'яний храм Архангела Михайла в Краснокутську побудували в 1682 році зусиллями священика Михайла Куниці. Він був розграбований і спалений шведами під час російсько-шведської кампанії 1709 року. Через бідність приходу церкву не відновили і, рішенням Харківської духовної консисторії від 1717 року, «не поклали в оклад». Лише у 1765 році зусиллями тепер вже Василя Евстафієвича Куницького, онука Михайла Куниці, була зведена нова дерев'яна церква з дзвіницею, що стояла окремо. До 1870-го ця будівля сильно постаріла і вимагала заміни. У 1873 році штатний єпархіальний архітектор Ф. І. Данілов розробив для Краснокутська проект кам'яної Архангело-Михайлівської церкви. Того ж року, 9 березня, Харківська духовна консисторія передала проектну документацію на розгляд в будівельне відділення Харківського губернського правління, яке визнало його складеним правильно і дозволило зведення самої споруди. 5 квітня 1873 року документація пройшла остаточне затвердження у губернатора Слобідсько-української губернії, була ним підписана і відіслана для виконання в Харківську духовну консисторію. Храм почали зводити у тому ж 1873 році. Будівництво велося за 15 м західніше від старої дерев'яної церкви, що продовжувала діяти. У 1880 році роботи по зведенню кам'яної церкви були завершені. Виконали її у псевдоруському стилі — з характерною об'ємно-просторовою композицією, шатровою дзвіницею з цибулинною банею, цибулинними куполами, кокошниками та імітацією закоморних елементів.
При освяченні центральний престол присвятили Архангелові Михаїлу, південний — Преображенню Господньому, північний — Різдву Богородиці. Для відправлення служби консисторія затвердила причт з трьох чоловік — священика, диякона і псаломщика. На церковному подвір'ї — приблизно в 1890 році — збудували двоповерхову кам'яну сторожку з шістьма приміщеннями, де розміщувалися церковний сторож, бібліотека з 742 томів і з 25 вересня 1895 року — церковнопарафіяльна школа. Між 1905 і 1912 роками на церковному подвір'ї була побудована каплиця.
Після революції 1917 року благоустрій храму припинився. У 1934 році церкву закрили, а згодом знесли всі 5 глав і верхні яруси дзвіниці. У 1952 році її частково реконструювали і пристосували приміщення під склад. Інтер'єр було майже повністю знищено. З початку XX століття і до закриття в церкві служив священномученик землі Слобожанської протоієрей Іоан Федоров (†1941).
18 листопада 1991 року при храмі була відновлена релігійна община, почалися церковні служби і спроби повністю відбудувати приміщення та дзвіницю. Завершилася реконструкція храму у 2006-2007 роках. Двоповерхова кам'яна сторожка до наших днів не збереглася.
Храм має статус пам'ятника архітектури державного значення (охоронний № 564) та включений до Державного реєстру нерухомих пам'яток України, що не підлягають приватизації.